# Material de aportación

Soldadura fuerte: junta solapada con material de aporte en el vértice.

Los materiales de aportación o metales de aporte son materiales que se utilizan en la soldadura fuerte aparte de los componentes a soldar. Durante la soldadura se funden y, adhiriéndose el material base, forman el cuerpo de la soldadura ( fundido ) y, después de la solidificación, la costura de la soldadura. Cuando se suelda, el material de aportación realiza tareas similares a la varilla de soldar cuando se emplea la técnica de soldadura blanda en la que a veces también se conoce como material de aportación. Durante la soldadura fuerte, el material de aportación forma la capa del cordón de soldadura. Los materiales de aportación se suministran normalmente en forma de varillas o alambres, a veces también en forma polvos o pasta.
- La soldadura por fusión de gas utiliza varillas de soldadura que se mantienen en la llama de la antorcha para fundirlas.
- La soldadura manual por arco utiliza electrodos de varilla, que también se utilizan como electrodos. Tienen un recubrimiento que forma gases protectores y escorias para proteger el metal de soldadura.
- Los electrodos de alambre se utilizan en la soldadura de arco de metal gas (MSG) con las dos variantes de soldadura de metal inerte con gas (MIG) y soldadura de metal activo con gas (MAG) y soldadura de arco sumergido.

Los materiales de aportación no incluyen el fundente que facilitan la soldadura o en ocasiones la hacen posible, pero no forman parte de la piezas base de la soldadura. Esto incluye el recubrimiento de los electrodos de varilla, los gases protectores en la soldadura con gas inerte, los polvos en la soldadura por arco sumergido o el vacío en la soldadura por haz de electrones y, en general, el flujo (utilizado a menudo en la soldadura).

## Normas
Los materiales de aportación de soldadura se definen en las siguientes normas, entre otros:
- ISO 2560, ISO 14341, ISO 636, ISO 14171, ISO 17632 para aceros no aliados y aceros estructurales de grano fino
- ISO 18275, ISO16834, ISO 26304, ISO 18276 para aceros de alta resistencia
- ISO 3580, ISO 21952, ISO 24598, ISO17634 para aceros resistentes al calor
- ISO 3581, ISO 14343, ISO 17633 para aceros inoxidables y resistentes al calor
- ISO 14172, ISO 18274 para níquel y aleaciones de níquel